# Кросс, Кендалл
Кендалл Дуэйн Кросс (англ. Kendall Duane Cross); 24 февраля 1968, Хардин, Монтана, США — американский борец вольного стиля, чемпион Олимпийских игр, обладатель Кубка мира, трёхкратный чемпион США.

## Биография
Учась в школе старших классов, он боролся за Mustang High School и в составе этой команды в 1985 году завоевал титул чемпиона штата и был четвёртым на чемпионате США среди юниоров. В 1986 году завоевал «бронзу» чемпионата мира среди юниоров. В 1987 году был третьим на чемпионате США в возрастной категории espoir. Поступив в Университет Оклахомы, в 1988 году стал обладателем Кубка мира в возрастной категории espoir и в 1989 году выиграл чемпионат NCAA. В 1990 году был пятым на чемпионате США. С 1990 по 1994 год входил в сборную США.
В 1992 году был третьим на Панамериканском чемпионате в Олбани.
На Летних Олимпийских играх 1992 года в Барселоне боролся в категории до 57 килограммов (легчайший вес). Участники турнира, числом в 18 человек в категории, были разделены на две группы. За победу в схватках присуждались баллы, от 4 баллов за чистую победу и 0 баллов за чистое поражение. В каждой группе определялись пять борцов с наибольшими баллами (борьба проходила по системе с выбыванием после двух поражений), они разыгрывали между собой места с первое по десятое. Победители групп встречались в схватке за первое-второе места, занявшие второе место — за третье-четвёртое места и так далее. Кендалл Кросс, проиграв встречу с турецким борцом и выиграв схватку у будущего олимпийского чемпиона кубинца Алехандро Пуэрто, по результатам встреч оказался только на третьем месте в группе. Схватку за пятое место американский борец быстро проиграл.
| Круг               | Соперник         | Страна   | Результат | Основание      | Время схватки |
| ------------------ | ---------------- | -------- | --------- | -------------- | ------------- |
| 1                  | Роберт Доусон    | Канада   | Победа    | 3-2 (3 балла)  |               |
| 2                  | Кейдзи Окуяма    | Япония   | Победа    | Туше (4 балла) | 1:01          |
| 3                  | Овейс Маллахи    | Иран     | Победа    | 5-3 (3 балла)  |               |
| 4                  | Ремзи Мусаоглу   | Турция   | Поражение | 3-7 (1 балл)   |               |
| 5                  | Алехандро Пуэрто | Куба     | Победа    | 10-6 (3 балла) |               |
| Финал (за 5 место) | Румен Павлов     | Болгария | Поражение | Туше (4 балла) | 0:44          |

В 1995 году вновь вошёл в сборную США.
На Летних Олимпийских играх 1996 года в Атланте боролся в категории до 57 килограммов (легчайший вес). После первого круга, борцы делились на две таблицы: победителей и побеждённых. Победители продолжали бороться между собой, а побеждённые участвовали в утешительных схватках. После двух поражений в предварительных и классификационных (утешительных) раундах, борец выбывал из турнира. В ходе турнира, таким образом, из таблицы побеждённых убывали дважды проигравшие, но она же и пополнялась проигрывающими из таблицы победителей. В конечном итоге, определялись восемь лучших борцов. Не проигравшие ни разу встречались в схватке за 1-2 место, выбывшие в полуфинале встречались с победителями утешительных схваток и победители этих встреч боролись за 3-4 места и так далее. В категории боролись 21 спортсмен. Кендалл Кросс, победив во всех встречах, стал чемпионом олимпийских игр.
| Круг          | Соперник      | Страна                                       | Результат | Основание                                 | Время схватки |
| ------------- | ------------- | -------------------------------------------- | --------- | ----------------------------------------- | ------------- |
| 1             | Талата Эмбало | Гвинея-Бисау                                 | Победа    | 10-0 (за явным преимуществом в 10 баллов) | 0:54          |
| 2             | Сонни Абе     | Япония                                       | Победа    | 4-2 (4 балла)                             | 5:00          |
| Четвертьфинал | -             | -                                            | -         | -                                         | -             |
| Полуфинал     | Ри Чон Сам    | Корейская Народно-Демократическая Республика | Победа    | 12-2 (за явным преимуществом в 10 баллов) | 4:59          |
| Финал         | Гиви Сисаури  | Канада                                       | Победа    | 5-3                                       | 5:00          |

В 1997 году стал обладателем Кубка мира. В том же году был объявлен обладателем приза Джона Смита за 1996 год, вручаемого лучшему борцу-вольнику года в  США.

Член национального Зала славы борьбы (2002).
Гибкость и подвижность в сочетании с необычной психологической прочностью, приносила ему победы над гораздо более сильными противниками  Оригинальный текст (англ.)Flexibility and quickness, combined with uncommon mental toughness, brought him victory over far more powerful opponents
Окончил Университет Оклахомы по специальности политология и экономика. С 2002 года работал финансовым консультантом в Merrill Lynch. Также является тренером (тренировал в университете Северной Каролины, Sunkist Kids Wrestling Club, школе Дейва Шульца и Гарвардском университете) и автором ряда пособий по борьбе.. Компания Adidas выпустила именные борцовки Adidas Adistar Wrestling Shoes Kendall Cross.
Женат (жена — патентный поверенный), имеет двух детей.
В 2006 году по приглашению федерации борьбы Дагестана вернулся в борьбу и на турнире в Махачкале в возрасте 38 лет сенсационно победил Адама Батирова, брата двукратного олимпийского чемпиона Мавлета Батирова. В 2007 году занял третье место на турнире памяти Дейва Шульца. Впоследствии вернулся к тренерской деятельности.

## Видео
- — Олимпийские игры 1992, вольная борьба, 57 кг: Кейдзи Окуяма (Япония) — Кендалл Кросс (США)
- — Олимпийские игры 1996, вольная борьба, 57 кг, финал: Гиви Сисаури (Канада) — Кендалл Кросс (США)